# Клоков, Алексей Вячеславович
Алексей Вячеславович Клоков (род. 2 августа 1965, Белоомут, Московская область) — российский художник, член Творческого союза художников России.

## Биография
Алексей Клоков (один из псевдонимов — Романов) родился 2 августа 1965 года в поселке Белоомут Московской области в семье художника-оформителя. В 1982 году окончил Белоомутскую среднюю школу № 1 и был зачислен в Рязанское воздушно-десантное командное училище, до 1984 служил в армии.
В 1985 году Клоков познакомился с художником-авангардистом Анатолием Зверевым, который до своей смерти (в 1986 году) был его наставником. В 1986 году Алексей Вячеславович поступил в Ленинградское высшее художественно-промышленное училище имени В. И. Мухиной, которое окончил в 1991 году по специальности художник-реставратор. С 1991 по 1994 годы проходил стажировку в мастерских Эрмитажа и Третьяковской галереи, а с 1994 по 1998 годы занимался реставрацией древнерусского искусства.
С 2005 года развивает собственный метод визуализации желаний ILG-ART (Image, Line, Gold), объединивший искусство, психологию успеха, приемы арт- и хромотерапии.
С 2009 года является членом Творческого Союза художников России.

## Творчество
Выставочная деятельность художника началась с 1998 года в России, Японии, Австрии, Великобритании и США. Свои картины Алексей Клоков пишет мастихином, используя арт-материалы премиум-класса, и применяет сусальное и высокопробное золото, антикварные объекты, монеты.
Характерными чертами художника являются открытый цвет, пастозный мазок и объёмная фактура. Арт-критик Станислав Айдинян называет его «экспрессивный, интенсивный и плодовитый художник-колорист». Творчество Алексея Клокова, по мнению искусствоведа Александра Евангели, связано с иллюстрированием юнгианских идей, оно «балансирует между абстракцией и фигуративностью». По мнению художественного критика Михаила Андреева, его стиль — «диалектика в цвете».
Самая дорогая работа Алексея Клокова представляет собой инсталляцию антикварной бутылки с вином «Мадера» начала XX века с золотой этикеткой на золотом прокатном листе 585 пробы, закрепленном на подрамнике из днищ винных бочек XIX века. Совокупный вес золота составляет 1546 грамм.
Другим увлечением художника является техника, которую он сам называет «рандом». По его словам, непохожие по своей структуре краски, непроизвольно смешиваясь, вступают в реакцию, «вскипают», а зная моменты взаимодействия и законы противостояния базовых растворителей, этим процессом можно управлять.

## Персональные выставки
- 1998 — Центральный дом художника, Москва.
- 1999—2001 — постоянно действующая экспозиция в «Президент-отеле», Москва.
- 2001 — Дипломатическая Академия МИД России, Москва.
- 2001 — Центральный дом художника, Москва.
- 2002 — Посольство России, Токио, Япония.
- 2003 — Art Tower Mito, Мито, Япония.
- 2004 — Российский фонд культуры, Москва.
- 2004 — Совет Федерации Федерального собрания РФ, Москва.
- 2005 — ЖК «Филипповский», при поддержке девелоперской компании «Дон-строй», Москва.
- 2005 — ЖК «Новопесковский», при поддержке девелоперской компании «Дон-строй», Москва.
- 2006 — Государственная Дума РФ, Москва.
- 2006 — ЖК «Воробьевы горы», при поддержке девелоперской компании «Дон-строй», Москва.
- 2007 — Российский центр науки и культуры, Вена, Австрия.
- 2008 — галерея «Kulturkreis Wien», при поддержке посольства России, Вена, Австрия.
- 2009 — посольство России, Лондон, Великобритания.
- 2010 — ювелирный дом «Chatila», Лондон, Великобритания.
- 2010 — «BSI group» для VIP-клиентов, Лондон, Великобритания.
- 2010 — Арт-Манеж (групповая)
- 2011 — галерея «Harrods», Лондон, Великобритания.
- 2011 — ТЦ «Афимолл», совместный проект с ювелирным домом Адамас и Леной Лениной, Москва.
- 2011 — ресторан «Казино», совместный проект с Леной Лениной, Москва.
- 2012 — галерея «Harrods», Лондон, Великобритания.
- 2012 — центральный офис «Сбербанк» для VIP-клиентов, Москва.
- 2012 — ресторан-галерея «Белый квадрат», совместный проект с Леной Лениной, Москва.
- 2013 — «Региональный банк сбережений», Москва.
- 2014 — «Royal Yacht Club», Москва.
- 2014 — «I.B.Clark Gallery», Нью-Хоп, США.
- 2014 — (E)merge Art Fair, Вашингтон, США.
- 2015 — Santa Fe Art Fair, Санта-Фе, США.
- 2016 — «Seyhoun Gallery», Лос-Анджелес, США.